# シャンドライの恋
『シャンドライの恋』（シャンドライのこい、L'assedio）は、1998年のイタリアの恋愛映画。監督はベルナルド・ベルトルッチ、出演はタンディ・ニュートンとデヴィッド・シューリスなど。原作はジェームズ・ラスダンの短編小説。
肌の色も、育った環境も、音楽の趣味もまったく異なる男女の愛を、美しい映像と音楽で描く。

## ストーリー
アフリカで政治活動をしていた夫が逮捕され、シャンドライは単身ローマに渡り、イギリス人音楽家のキンスキーの屋敷で使用人の仕事をしながら医学の勉強に励んでいた。無口な主人キンスキーとシャンドライが会話を交わすことはほとんどなかった。だがある日、突然キンスキーはシャンドライに求婚する。

## キャスト
※括弧内は日本語吹替
- シャンドライ - タンディ・ニュートン（谷川清美）
- キンスキー - デヴィッド・シューリス（伊藤昌一）
- アゴスティーノ - クラウディオ・サンタマリア
- シャンドライの夫 - シリル・ヌイ